# Équipe cycliste WSA KTM Graz
L'équipe cycliste WSA KTM Graz est une équipe cycliste autrichienne participant aux circuits continentaux de cyclisme et en particulier l'UCI Europe Tour.

## Histoire de l'équipe
En 2018 et 2019, l'équipe coopère avec Maloja Pushbikers et roule sous le nom de WSA Pushbikers en 2018, puis Maloja Pushbikers en 2019. En 2020, les équipes se séparent à nouveau. L'équipe autrichienne reprend son ancien nom WSA, tandis que la nouvelle équipe continentale allemande prend une licence sous le nom de Maloja Pushbikers.

## Principales victoires

### Courses d'un jour
- GP Kranj : 2018 (Daniel Auer)
- Trofej Umag-Umag Trophy : 2022 (Daniel Auer)
- Grand Prix Slovenian Istria : 2022 (Daniel Auer)

### Courses par étapes
- Tour de Szeklerland : 2023 (Martin Messner)

### Championnats nationaux
- Championnats d'Autriche sur route : 1
  - Course en ligne : 2020 (Valentin Götzinger)

## Classements UCI
L'équipe participe aux épreuves des circuits continentaux et en particulier de l'UCI Europe Tour. Les tableaux ci-dessous présentent les classements de l'équipe sur les différents circuits, ainsi que son meilleur coureur au classement individuel.
UCI Europe Tour
| UCI Europe Tour | UCI Europe Tour        | UCI Europe Tour                           | UCI Europe Tour |
| Année           | Classement par équipes | Meilleur coureur au classement individuel |                 |
| --------------- | ---------------------- | ----------------------------------------- | --------------- |
| 2011            | 76e                    | Martin Schöffmann (386e)                  |                 |
| 2012            | 95e                    | Martin Schöffmann (400e)                  |                 |
| 2013            | 78e                    | Josef Benetseder (275e)                   |                 |
| 2014            | 104e                   | Florian Bissinger (372e)                  |                 |
| 2015            | 103e                   | Florian Bissinger (280e)                  |                 |
| 2016            | 98e                    | Florian Bissinger (570e)                  |                 |
| 2017            | 102e                   | Florian Bissinger (845e)                  |                 |
| 2018            | 97e                    | Daniel Auer (565e)                        |                 |
| 2020            | 51e                    | Valentin Götzinger (293e)                 |                 |
| 2021            | 56e                    | Daniel Auer (437e)                        |                 |
| 2022            | 71e                    | Daniel Auer (526e)                        |                 |
| 2023            | 75e                    | -                                         |                 |
|                 |                        |                                           |                 |
| Source : UCI    |                        |                                           |                 |

L'équipe est également classée au Classement mondial UCI qui prend en compte toutes les épreuves UCI et concerne toutes les équipes UCI.
| Classement mondial | Classement mondial     | Classement mondial                        | Classement mondial |
| Année              | Classement par équipes | Meilleur coureur au classement individuel |                    |
| ------------------ | ---------------------- | ----------------------------------------- | ------------------ |
| 2016               | -                      | Florian Bissinger (887e)                  |                    |
| 2017               | -                      | Florian Bissinger (1294e)                 |                    |
| 2018               | -                      | Daniel Auer (899e)                        |                    |
| 2020               | 82e                    | Valentin Götzinger (358e)                 |                    |
| 2021               | 84e                    | Daniel Auer (544e)                        |                    |
| 2022               | 119e                   | Daniel Auer (681e)                        |                    |
| 2023               | 135e                   | Martin Messner (663e)                     |                    |
| 2024               | -                      | Philipp Hofbauer (1003e)                  |                    |
|                    |                        |                                           |                    |
| Source : UCI       |                        |                                           |                    |

## WSA KTM Graz en 2025
Effectif
| Effectif 2025            | Effectif 2025     | Effectif 2025 | Effectif 2025            |
| Cycliste                 | Date de naissance | Pays          | Équipe précédente        |
| ------------------------ | ----------------- | ------------- | ------------------------ |
| Matthias Gusner          | 6 mars 2003       | Autriche      |                          |
| Cian Hampton             | 21 janvier 2005   | Autriche      |                          |
| Theo Hauser              | 18 septembre 2003 | Autriche      |                          |
| Philipp Hofbauer         | 20 août 2002      | Autriche      |                          |
| Franz-Josef Lässer       | 17 janvier 2001   | Autriche      |                          |
| Martin Messner           | 9 janvier 2000    | Autriche      |                          |
| Maximilian Schmidbauer   | 23 décembre 2001  | Autriche      |                          |
| Jakob Sertic             | 4 mars 2005       | Autriche      |                          |
| Florian Sieber           | 12 novembre 2006  | Autriche      |                          |
| Fabian Steininger        | 12 septembre 2000 | Autriche      | Maloja Pushbikers (2024) |
| Marco Stocker            | 22 juin 2005      | Autriche      |                          |
| Thomas Tichler           | 23 mai 2000       | Autriche      |                          |
|                          |                   |               |                          |
| Source : ProCyclingStats |                   |               |                          |

Victoires
| Victoires | Victoires | Victoires | Victoires | Victoires | Victoires |
| Date      | Course    | Pays      | Classe    | Vainqueur |           |
| --------- | --------- | --------- | --------- | --------- | --------- |